# جامعة نبراسكا- لينكولن
جامعة نبراسكا- لينكولن (بالإنجليزية: University of Nebraska–Lincoln)‏ هي جامعة، ومؤسسة تعليمية عامة في الولايات المتحدة، تأسست في 1868، في الولايات المتحدة، وهي عضوة في رابطة الجامعات الأمريكية، وDigital Library Federation ‏، وAssociation of Research Libraries ‏.